# Xomannsy
Xomannsy — это автор видеоклипов, ориентированных на игры (особенно Mafia 2 и Dying Light), публикуемый на TikTok и YouTube. Их стиль — сочетание геймплея, атмосферы и эмоционального повествования, что привлекает фанатов игр и визуального сторителлинга.
1. ↑  Xomannsy. YouTube. Дата обращения: 18 августа 2025.